# Landes (Charente-Maritime)
Landes – miejscowość i gmina we Francji, w regionie Nowa Akwitania, w departamencie Charente-Maritime.
Według danych na rok 1990 gminę zamieszkiwało 527 osób, a gęstość zaludnienia wynosiła 33 osób/km² (wśród 1467 gmin regionu Poitou-Charentes Landes plasuje się na 537. miejscu pod względem liczby ludności, natomiast pod względem powierzchni na miejscu 543.).